# El desertor (película)
El desertor es una película estadounidense del año 1966. Rodada en plena Guerra Fría, su trama se inscribe en los numerosos relatos de espionaje entre cada lado del Telón de Acero que se escribieron entonces. Es la última película del actor Montgomery Clift.

## Argumento
Un investigador estadounidense ha traducido el proyecto de un científico ruso y por ese motivo la CIA se pone en contacto con él solicitándole un servicio secreto. Se trata de que viaje a Alemania Oriental y se encuentre con Groshenko, el científico ruso procedente de Kiev, para que le haga entrega de un microfilm que consta de información importante, que permitirían a los estadounidenses ser los primeros en llegar a la Luna. Bower, el profesor estadounidense, reacio en un primer momento ante el peligro que entraña la misión, acepta finalmente el servicio. Por la otra parte, el servicio secreto ruso, la KGB, al tanto de la operación se pone en funcionamiento para contrarrestar el éxito de la operación.
- Datos: Q472690